# 구사키 가쓰히로
구사키 가쓰히로(일본어: 草木 克洋, 1962년 4월 12일 ~ )는 일본의 전 축구 선수이다.

## 구단 경력
1981년 일본 사커 리그의 얀마 디젤에 입단하였다. 1992년까지 155경기에 나서 33득점을 넣었다. 1983년과 1984년에 JSL컵 준우승. 1992년 J1리그의 감바 오사카로 이적했다. 1994년 재팬 풋볼 리그의 교토 퍼플 상가로 이적했다. 1994년후 현역 은퇴.

## 국가대표팀 경력
그는 1988년 1월 27일 아랍에미리트과의 경기에서 일본 국가대표팀에 데뷔했다. 그는 국제 A매치 통산 2경기에 출전했다.

## 통계
| 일본 | 일본 | 일본 |
| 연도 | 출전 | 득점 |
| ---- | ---- | ---- |
| 1988 | 2    | 0    |
| 통산 | 2    | 0    |